# جائزة كندا الكبرى 2018
جائزة كندا الكبرى 2018 هو سباق فورمولا 1 أقيم بتاريخ 10 يونيو 2018 في حلبة جيل فيلنوف، مونتريال، كندا. كان السابع من أصل 21 في بطولة العالم لسباقات الفورمولا واحد موسم 2018. حلّ الألماني سباستيان فيتل أولا بينما جاء الفنلندي فالتيري بوتاس في المركز الثاني.